# گئورگه دانیلوف
گئورگه دانیلوف (انگلیسی: Gheorghe Danielov؛ ۲۰ آوریل ۱۹۴۸ – ۲ اوت ۲۰۱۷) ورزشکار اهل رومانی بود.
وی در مسابقات کشوری و بین‌المللی در مجموع برندهٔ ۱ مدال طلا، ۴ مدال نقره شده‌است.